# Eldest
Eldest és la segona entrega de la trilogia El Llegat, escrita per Christopher Paolini i la seqüela d'Eragon. Es va publicar per primera vegada en tapa dura el 23 d'agost de 2005 i es va publicar en rústica el setembre de 2006. L'octubre del 2005, va ser editat per La Galera i Roca Editorial. La traducció catalana és de Jordi Vidal i Tubau. Eldest s'ha publicat en un format audiobook, i com a ebook. Igual que Eragon, Eldest es va convertir en El més venut del New York Times. El 26 de setembre de 2006 es va publicar una edició de luxe de Eldest, que incloïa informació i obres noves tant de l'il·lustrador com de l'autor. Altres edicions de Eldest es tradueixen a diferents idiomes.
Eldest explica la continuació del viatge d'Eragon, el Shur'tugal (genet de drac), i la seva dragona Saphira després de la batalla de Farthen Dûr. Eragon, Saphira, Arya, Orik i uns acompanyants nans es dirigeixen a Ellesméra perquè Eragon pugui completar la seva formació. Mentre tot això succeeix, el rei Galbatorix té els seus plans que van en un altre sentit.
Les crítiques van assenyalar les similituds entre Eldest i altres obres com El Senyor dels Anells, mentre elogiaven els temes del llibre, com ara l'amistat. i honor. Diverses d'aquestes ressenyes comentaven l'estil i el gènere de Eldest, mentre que altres consideraven la possibilitat d'una adaptació cinematogràfica similar a la primera pel·lícula.